# インシディアス 序章
『インシディアス 序章』（インシディアス じょしょう、Insidious: Chapter 3）は2015年のアメリカ合衆国のホラー映画。監督はリー・ワネル、主演はダーモット・マローニーとステファニー・スコットが務めた。本作は『インシディアス』シリーズに属する作品で、第1作の前日譚となっている。なお、本作はワネルの監督デビュー作でもある。

## ストーリー
ある日、エリーズ・レイニア（リン・シェイ）をクイン・ブレナー（ステファニー・スコット）が訪ねてくる。優秀な霊能者を求めるクインに対してエリーズは依頼を断ろうとするが、1年半前に亡くなった母リリーと交信したいという事情を聞き、彼女に協力することを決める。その場でリリーに呼びかけ始めるエリーズだが、危険な存在を感じたために交信を中断すると、「1人でお母様を呼び出そうとするのはやめなさい」と忠告する。しかし、自室で何かの気配を感じたクインはそれがリリーであると思い込み、忠告に従わず呼びかけてしまう。
演劇学校のオーディションに挑むクインが不安な気持ちでいると、自分に手を振る人影を見つける。オーディションの後、帰路についたクインは自分に手を振る男を見つけて道路の真ん中で立ち止まってしまい、後ろから来た自動車に撥ねられ重傷を負う。臨死体験の末に一命を取り留めたクインだが、事故から3週間が経ち自宅で療養するようになると、部屋で奇妙な現象に遭遇し始める。クインはそれがリリーの霊の仕業だと思っていたが、父ショーン（ダーモット・マローニー）は相手にしなかった。
その頃、エリーズはクインの身に何かが起き始めていることを察知していた。悩んだ末にクインを助ける決断をしたエリーズが自宅でリリーに呼びかけると、クインに取り憑く何かが現れ足跡を残している。エリーズは足跡を追った先でその何かと遭遇し、恐怖から心が折れてしまう。
クインはビデオ通話をしていた友人のマギー（ヘイリー・キヨコ）から「隣に男がいる」と言われ、部屋に見知らぬ何かが立っていることに気付く。それはクインをベッドから投げ落とすと、部屋を閉め切り明かりを消してクインに覆い被さるが、ショーンが駆けつけ大事には至らなかった。クインは傍にいる何かがリリーではないと気付き、酸素吸入用のマスクを付けた男だったとショーンに話す。
助けを求めてエリーズの家を訪ねるショーンだが、「“あちらの世界”との交信は二度としない」と断られる。エリーズは1年前に自殺した夫と話すために“あちらの世界”へと行った際、初めて訪れた闇の世界で悪魔に目をつけられ、霊との交信を続ければ自らの命が危ないと確信していた。話すだけという約束でクインに会ったエリーズだが、彼女のためにマスクの男（息のできない男）との交信を開始する。“あちらの世界”でランバート邸に辿り着いたエリーズは、黒いドレスを着た悪霊に絞殺されそうになり、これ以上の交信はできないと去っていった。
クインの弟アレックスはスペックス（リー・ワネル）とタッカー（アンガス・サンプソン）の動画をショーンに見せ、彼らに除霊を依頼することを提案する。ブレナー家に到着したスペックスとタッカーがクインにカメラを装着した頃、エリーズは同業者のカールと会って弱音を吐くが、彼の言葉に自信を取り戻す。一方、ブレナー家では家中の電気が消え、モニターにはクインが立って移動する映像が送られてきた。映像を頼りにクインを探しに行くと、カメラを外していたクインが背後から現れて3人を襲い始める。クインは自殺を試みるが、間一髪でショーンとスペックスが押さえ込んで未遂に終わる。
手に負えないと言い出すスペックスとタッカーをショーンが怒鳴っていると、エリーズがやってきていた。エリーズはスペックスとタッカーに役割を与えると、クインの魂を連れ戻すため再び“あちらの世界”へと向かう。夫ジャックの霊に会い動揺するエリーズだが、正体は息のできない男だと見破るとクインの魂を連れて体への帰還を目指す。弱ったクインの魂は体に入る寸前で再び捕まってしまうが、エリーズがリリーの助力を得ることに成功するとクインの魂は力を取り戻し、無事に体への帰還を果たすことができた。
「いつも傍にいる」というリリーの言葉を親子に伝えたエリーズは帰り際、スペックスとタッカーに自分と組んで活動することを提案し、2人は承諾する。自宅で夫ジャックも自らの傍にいることに気付くエリーズだが、直後には不穏な気配を感じて身を強張らせていた。

## キャスト
※括弧内は日本語吹替声優。
- クイン・ブレナー - ステファニー・スコット（小松未可子）
- ショーン・ブレナー - ダーモット・マローニー（堀内賢雄）
- アレックス・ブレナー - テイト・バーニー（代永翼）
- エリーズ・レイニア - リン・シェイ（宮沢きよこ）
- スペックス - リー・ワネル（逢笠恵祐）
- タッカー - アンガス・サンプソン（山本格）
- ヘクター - アシュトン・モイオ
- マギー - ヘイリー・キヨコ
- グレース - フィリス・アップルゲイト
- カール - スティーヴ・コールター（こねり翔）
- リリー・ブレナー - エル・キーツ
- ジャック・レイニア - エイドリアン・スパークス
- 息のできない男 - マイケル・レイド・マッケイ
- 黒いドレスの悪霊 - トム・フィッツパトリック
- オーディションの審査員 - ジェームズ・ワン

## 製作
2013年9月15日、『インシディアス』シリーズの第3作目が製作されるとの発表があったが、前2作の主演を務めたパトリック・ウィルソンは続編の製作に否定的な見解を示した。11月13日、フォーカス・フィーチャーズは本作を2015年4月3日に全米公開すると発表した。
2014年3月11日、第3作はランバート一家ではない別の家族に焦点を当てた物語になっていると報じられた。また、第1作でエリーズを演じたリン・シェイが再び同役を演じることになったとも報じられた。5月7日、ジェームズ・ワンは自身のTwitterでリー・ワネルが第3作の監督を務めることになったと発表した。6月、ダーモット・マローニーとステファニー・スコットの出演が決まった。7月3日、本作の全米公開日が2015年5月29日に延期されると報じられた。9月22日、エル・キーツが本作に出演していると明かした。12月10日、本作の全米公開日が2015年6月5日に延期されたとの報道があった。

### 撮影
2014年7月9日、『Into The Further』というワーキングタイトルの下、本作の主要撮影がロサンゼルスで始まった。ブレナーのアパートでのシーンは、サンフェルナンド・バレーのスタジオでセットを組んで撮影された。22日には撮影中の様子を収めた写真が公開された。撮影は2014年8月18日に終了した。

### 音楽
2014年11月10日、前2作の音楽を手掛けたジョセフ・ビシャラが本作の楽曲も手掛けることになったと報じられた。2015年6月5日、ヴォイド・レコーディングスは本作のサウンドトラックを発売した。

## マーケティング
2014年9月18日、本作のポスター第1弾が公開された。10月23日、フォーカス・フィーチャーズは本作のファースト・トレイラーを公開した。同日、リー・ワネル監督は本作の公式FacebookでQ&Aセッションの開催を告知した。28日までに公式Facebookにアクセスした人数はのべ400万人にも上った。
2015年3月16日、フォーカス・フィーチャーズは主催したイベントで本作の完全版予告編を公開し、クイン・ブレナーをフィーチャーしたポスターを公開した。5月20日、フォーカス・フィーチャーズは本作を配給するに当たって、グラマシー・ピクチャーズのレーベルを復活させると発表した。

## 興行収入
2015年6月4日、本作は木曜日のレイトショーで160万ドルを稼ぎ出した。5日、本作は全米3002館で封切られ、公開初週末に2269万ドルを稼ぎ出し、週末興行収入ランキング初登場3位となった。この数字は同年に公開されたブラムハウス・プロダクションズ製作の映画の中でも最高のものだったが、前作の公開初週末興行収入（4027万ドル）を大きく下回るものであった。

## 評価
映画批評集積サイトのRotten Tomatoesには116件のレビューがあり、批評家支持率は58%、平均点は10点満点で5.5点となっている。サイト側による批評家の見解の要約は「『インシディアス 序章』は第1作ほど怖くはない。しかし、同作には驚くほど深みのある主題があり、リン・シェイの名演によって生命力が吹き込まれている。」となっている。また、Metacriticには26件のレビューがあり、加重平均値は52/100となっている。なお、本作のCinemaScoreはB+となっている。

## 続編
2015年6月、第4作の構想について訊かれたリー・ワネルは「第4作は時系列上、第3作と第1作の間に位置することになると思う」と発言した。2016年5月、第4作の製作が正式に決定し、アダム・ロビテルが監督に起用された。第4作『インシディアス 最後の鍵』は2018年1月5日に全米公開された。